# Relazione Berg

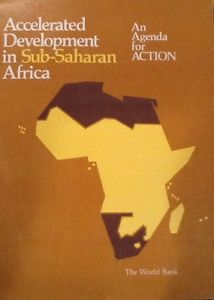
Copertina del rapporto "Sviluppo Accelerato nell'Africa Sub-Sahariana", noto anche come "relazione Berg".

La relazione Berg è il nome comunemente assegnato alla relazione redatta da Elliot Berg e pubblicata dalla Banca Mondiale nel 1981. La relazione era intitolata "Sviluppo Accelerato nell'Africa Sub-Sahariana". La relazione fu redatta in risposta ai quesiti posti dai governi africani alla Banca Mondiale. Queste domande chiedevano di analizzare e individuare quali fossero i problemi allo sviluppo degli stati africani. Inoltre fu la risposta a un piano adottato dall'Organizzazione dell'unità africana nel 1980, il cosiddetto Piano d'azione Lagos. Mentre il Piano Lagos prevedeva politiche interne rivolte all'autosufficienza africana, la relazione Berg propugnava politiche di espansione del commercio internazionale rivolte verso l'esterno. La relazione infatti, pur riconoscendo gli obiettivi fissati dal Piano, riteneva che fossero raggiungibili solo nel lungo termine, e proponeva invece obiettivi a breve e medio termine.
L'approccio suggerito dalla relazione per affrontare il sottosviluppo è stata fonte di accesi dibattiti che durano ancora oggi, anche all'interno degli stessi Stati africani e degli enti deputati al loro sviluppo. I favorevoli al piano sostengono che le misure dei programmi di aggiustamento strutturale sono essenziali per riattivare i processi di sviluppo, mentre i suoi critici sostengono che questi piani non mostrano sufficiente attenzione alla dimensione sociale dello sviluppo e alla debolezza istituzionale dei paesi riceventi gli aiuti.

## I contenuti
Il rapporto è storicamente importante per aver segnato una svolta nelle politiche economiche dei paesi africani verso la liberalizzazione economica. Nel suo piano d'azione essa illustrava in dettaglio diverse raccomandazioni politiche, tra cui "politiche commerciali e valutarie più adeguate; "un uso più efficiente delle risorse nel settore pubblico"; e il "miglioramento delle politiche agricole". Per quanto riguarda le politiche commerciali e di cambio, la relazione raccomandava liberalizzazioni che includessero "la correzione dei tassi di cambio sopravvalutati [...], migliori incentivi di prezzo per le esportazioni e per l'agricoltura, una protezione più bassa e uniforme per l'industria e un uso ridotto dei controlli diretti". Per un uso efficiente delle risorse, il rapporto Berg individuava nel governo e nelle agenzie parastatali una controllo eccessivamente esteso, suggerendo una razionalizzazione dei servizi pubblici, in parte consentendo che una quota maggiore di questi fosse fornita dal settore privato. Nel settore dell'agricoltura, il rapporto proponeva di promuovere l'esportazione di colture da reddito riducendo le tasse ed eliminando altre condizioni commerciali sfavorevoli, nonché di rendere più efficienti i mercati alimentari nazionali allentando la regolamentazione e rafforzando il ruolo del settore privato nella produzione e nella commercializzazione dei prodotti alimentari (ad esempio deregolamentando i prezzi dei prodotti alimentari). Il rapporto si concludeva con un forte appello alle organizzazioni umanitarie internazionali affinché sostenessero i governi africani nel loro percorso verso le politiche di liberalizzazione economica raccomandate dalla Banca Mondiale.
In sintesi, il rapporto additava le "politiche interne dei Paesi africani" come principale causa del mancato sviluppo del continente. A sostegno di tale tesi, il rapporto citava una discrepanza fra i volumi commerciali in Africa, quasi sempre positivi o stabili, e la mancata crescita economica. La filosofia economica da utilizzare era quindi una completa riforma del settore pubblico, accanto a una sempre maggiore dipendenza verso il settore privato.

## Ricezione
Il rapporto della Banca Mondiale presentò l'analisi e la prescrizione economica più importante della storia del continente. Fu infatti il primo documento che presentò il controverso concetto di "aggiustamento strutturale", la cui attuazione è diventata in seguito una condizione preliminare per i prestiti bancari. Ignorando ampiamente i fattori esterni che minavano lo sviluppo africano, come il calo delle ragioni di scambio per i prodotti primari e l'impatto delle politiche di aiuto fallite in passato, comprese quella della Banca, il rapporto identificò negli errori politici dei governi africani le reali fonte di malessere. Tuttavia, alcuni governi africani che dovevano la loro sopravvivenza alle vecchie politiche economiche crollarono sotto gli effetti delle riforme imposte dal rapporto. I programmi infatti rendevano possibile l'erogazione dei prestiti a specifiche condizioni, tutte con l'obiettivo di incentivare i paesi debitori ad attuare politiche di libero mercato. La relazione formulava raccomandazioni specifiche per i donatori, affermando che: "Il livello e il modello di assistenza dei donatori a un paese deve essere determinato dal quadro dei programmi d'azione preparati dai singoli governi, che affrontano le questioni critiche della politica di sviluppo delineate nella presente Relazione". Sostenendo esplicitamente che: l'azione politica e l'assistenza estera che si rafforzano a vicenda" la relazione rinforzava le proprie raccomandazioni facendo leva sui donatori.
La relazione fu molto criticata sia dai governi africani che da molti studiosi di sviluppo internazionale e studi africani, soprattutto nelle modalità con cui illustrava "l'equilibrio delle responsabilità per il fallimento dello sviluppo". La relazione dava priorità alle "inadeguatezze interne" come causa maggiore del sottosviluppo africano, sottovalutando l'importanza dei fattori esterni nella definizione delle politiche e dei risultati nell'Africa subsahariana, come ad esempio la crisi di stagflazione degli anni Settanta o la crisi petrolifera del 1979.